# Campagna di Knoxville
Per campagna di Knoxville si intende una serie di battaglie combattute nell'autunno 1863 nel Tennessee orientale (nel quadro del Teatro Occidentale della guerra di secessione americana) al fine di occupare la città di Knoxville, importante snodo ferroviario per le comunicazioni all'interno del territorio della Confederazione.
L'esercito nordista del generale Ambrose Burnside sconfisse le forze sudiste e occupò Knoxville costringendo il generale Braxton Bragg (comandante dell'Armata confederata del Tennessee a distaccare parte dei propri uomini a Chattanooga (sotto il comando del generale James Longstreet) per impedire che Burnside potesse fornire rinforzi alle truppe nordiste assediate in quella città.

## Contesto
Il Tennessee orientale era considerato dal presidente Abraham Lincoln un obiettivo di primaria importanza. Oltre ad essere un'area ricca di pascoli e coltivazioni di frumento, lì passava il corridoio ferroviario che collegava Chattanooga con la Virginia. Lincoln dunque fece pressioni sui propri generali affinché procedessero rapidamente alla conquista del Tennessee orientale.
Nel marzo 1863 Ambrose Burnside, che era stato sonoramente sconfitto nella battaglia di Fredericksburg del dicembre 1862, venne trasferito sul fronte occidentale della guerra civile e gli venne conferito il comando dell'Armata dell'Ohio. Burnside ricevette ordine di muovere contro Knoxville al più presto. Contemporaneamente al generale maggiore William Starke Rosecrans (comandante dell'Armata del Cumberland) venne ordinato di attaccare le forze sudiste dispiegate, sotto il comando di Bragg, nel Tennessee centrale (vedi Campagna di Tullahoma).
Burnside pensò di avanzare partendo da Cincinnati ma uno dei suoi due corpi d'armata (il IX) venne destinato a rinforzare le forze del generale Ulysses S. Grant nella campagna di Vicksburg. In attesa che il IX corpo d'armata tornasse, Burnside inviò a Knoxville una brigata comandata da William Price Sanders. Sanders riuscì a distruggere le comunicazioni e le linee ferroviarie attorno alla città facilitando l'azione di Burnside contro la città che ebbe luogo a partire da metà agosto.

## Conseguenze
La campagna di Knoxville terminò con la battaglia di Bean's Station, poi l'arrivo del gelo invernale rese impraticabile la maggior parte delle vie di comunicazione. L'effetto principale della campagna fu di privare Bragg delle truppe di cui aveva disperatamente bisogno per difendere Chattanooga.
L'operato di Longstreet durante la campagna fu un fallimento. Inoltre, durante l'inverno, le forze sudiste nel Tennessee orientale, impossibilitate a tornare in Virginia, soffrirono il freddo senza adeguate strutture e rifornimenti. Per difendersi dalle accuse di inettitudine, Longstreet cercò di scaricare le colpe sui suoi principali collaboratori: chiese la corte marziale per Evander Law e Jerome Bonaparte Robertson e cercò di sollevare dall'incarico Samuel Cooper.
Al contrario Burnside, grazie alla sua brillante conduzione delle operazioni, riuscì a recuperare il proprio prestigio offuscato dalla sconfitta a Fredericksburg.